# Jacques Seligmann

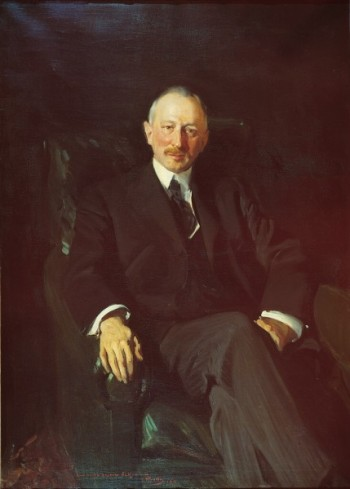
Joaquín Sorolla: Porträt Jacques Seligmann, 1911, Musée Goya, Castres

Jacques Seligmann (* 18. September 1858 in Frankfurt am Main; † 31. Oktober 1923 in Paris) war ein französischer Kunsthändler.

## Leben
Jacques Seligmann kam als Sohn eines Getreidehändlers in Frankfurt am Main zur Welt. 1874 zog er nach Paris und nahm die französische Staatsbürgerschaft an. Er arbeitete zunächst als Assistent des Auktionators Paul Chevallier und des Experten für mittelalterliche Kunst Charles Mannheim (1833–1910). 1880 eröffnete Seligmann sein eigenes Geschäft an der Rue des Mathurins. Durch Mannheim kam er in Verbindung mit dem Unternehmer und Sammler Baron Edmond de Rothschild, der zu seinen ersten Kunden gehörte. Im Jahre 1900 gründete er zusammen mit seinen Brüdern Arnold und Simon das Unternehmen Jacques Seligmann & Cie. Im selben Jahr zog das Geschäft an die noble Place Vendôme, wo es auf vier Etagen die Kunden empfing.
Seligmann reiste regelmäßig nach Wien, Rom, Madrid, London und Sankt Petersburg, um neue Kunstobjekte zu erstehen, Kunden zu treffen und Museen zu besichtigen. Zu seiner Kundschaft zählten Mitglieder der russischen Familie Stroganow oder der kunstsinnige britische Politiker und Förderer der Londoner National Gallery Sir Philip Sassoon.
1904 eröffnete er in New York City eine Filiale und arbeitete dort seitdem jährlich mehrere Wochen. Zu seinen amerikanischen Kunden gehörten der Bankier John Pierpont Morgan, der Kaufhausbesitzer Benjamin Altman, der Zeitungsverleger William Randolph Hearst, der Eisenbahnunternehmer Henry Walters, der Weinhändler George Kessler, der Bankier siebter Präsident des Metropolitan Museum of Art George Blumenthal und der Immobilienerbe Joseph E. Widener, dessen Sammlung später die National Gallery of Art in Washington erhielt.
Zu Beginn beschäftigte sich Seligmann hauptsächlich mit Antiquitäten, darunter Porzellan, Emaillearbeiten, Elfenbeinobjekten und Skulpturen. Besonders gefragt waren Wandteppiche und vor allem französische Möbel aus dem 18. Jahrhundert. J. P. Morgan erstand 1902 einen exquisiten in vergoldetem Silber gearbeiteten Kelch aus dem Besitz des Kölner Freiherrn Albert von Oppenheim. Dazu kam ein kupfervergoldetes Ziborium aus dem Stift Klosterneuburg. J. P. Morgan kaufte 1908 darüber hinaus einen silbernen Tabernakel aus der Sammlung des Grafen Arco-Zinneberg in München. Im nächsten Jahr folgte aus Wien oder Augsburg ein goldener, juwelenbesetzter Buchumschlag mit dem Wappen Philipps II. von Spanien.
1909 erwarb Seligmann für zwei Millionen Dollar einen Teil von Sir Richard Wallace’ renommierter Sammlung. Hierzu gehörten Skulpturen, Möbel, Teppiche und Porzellan. Im selben Jahr erwarb Seligmann das Stadtpalais Hôtel de Monaco nahe der Esplanade des Invalides und empfing hier seine wichtigsten Kunden. Nach einem Streit mit seinem Bruder Arnold führte dieser die Geschäfte an der Place Vendôme unter dem Namen Arnold Seligmann & Cie fort, während Jacques die internationalen Verbindungen pflegte und 1912 ein neues Pariser Büro in der Rue de la Paix Nr. 9 eröffnete. In New York bezog er 1914 ein neues Büro und eine Galerie auf der New Yorker Fifth Avenue, Ecke 55th Street.
Nach Kriegsausbruch wurden im Herbst 1914 die Galerien geschlossen und das Hôtel de Monaco dem Roten Kreuz überlassen. Seligmann setzte den Kunsthandel mit den Vereinigten Staaten fort und transportierte beispielsweise an Bord eines neutralen, spanischen Schiffs Gemälde nach New York. Er half mit diesen Deviseneinnahmen, den Goldabfluss Frankreichs während des Kriegs zu vermindern.
Von Philippe Berthelot, Staatssekretär im französischen Außenministerium, erhielt Seligmann den Auftrag, die großen Bestände habsburgischer Gobelins in Wien zu inventarisieren, um diese später zu verkaufen und damit mögliche Reparationsleistungen an Frankreich abzudecken. Dem Kunsthändler gelang es, sein Gegenüber von dem Plan massenhafter Verkäufe der Teppiche abzubringen. Es wurden lediglich einige Gemälde aus österreichischen Besitz an Italien übergeben.
Im Jahr 1920 wurde sein Sohn Germain Leiter des New Yorker Büros der Firma. Seligmann starb in Paris im Oktober 1923. Die London Times rühmte in ihrem Nachruf, Seligmanns beste Eigenschaft sei seine „fearless honesty“ (sinngemäß: furchtlose Ehrlichkeit) gewesen. Die Korrespondenz und handschriftliche Arbeitsunterlagen Seligmanns sind in den Archives of American Arts verwahrt.